# 1794 Finsen
1794 Finsen eller 1970 GA är en asteroid i huvudbältet som upptäcktes den 7 april 1970 av den sydafrikanske astronomen J. A. Bruwer i Hartbeespoort. Den har fått sitt namn efter den sydafrikanske astronomen William Stephen Finsen.
Asteroiden har en diameter på ungefär 38 kilometer.